# 博博夫多爾
博博夫多爾是保加利亞的城鎮，位於該國西部，距離首府丘斯滕迪爾40公里，由丘斯滕迪爾州負責管轄，海拔高度694米，受大陸性氣候影響，2004年人口6,969。

## 外部連結
- Official municipality website（页面存档备份，存于） （保加利亚文）
- Bobov Dol municipality at Domino.bg （保加利亚文） （英文）